# Onthophagus pusio
Onthophagus pusio là một loài bọ cánh cứng trong họ Bọ hung (Scarabaeidae).